# 贝格伦 (巴登-符腾堡州)
贝格伦是德国巴登-符腾堡州的一个市镇。总面积25.87平方公里，总人口5977人，其中男性3009人，女性2968人（2011年12月31日），人口密度231人/平方公里。